# Tetsuya Fujii
Tetsuya Fujii (藤井哲也?, Fujii Tetsuya; 1960) è un astronomo giapponese.
Pur essendo un astronomo amatoriale, è un prolifico scopritore di asteroidi.
Tra il 1988 e il 1992, lavorando all'Osservatorio di Kitami, assieme al collega Kazuo Watanabe ha scoperto 22 asteroidi.
Gli è stato dedicato l'asteroide 4343 Tetsuya.

## Asteroidi scoperti
Fujii ha coscoperto 22 asteroidi (lista incompleta):
| Asteroide          | Data della scoperta |
| ------------------ | ------------------- |
| 4645 Tentaikojo    | 16 settembre 1990   |
| 4676 Uedaseiji     | 16 settembre 1990   |
| 4714 Toyohiro      | 29 settembre 1989   |
| 4718 Araki         | 13 novembre 1990    |
| 4743 Kikuchi       | 16 febbraio 1988    |
| 4750 Mukai         | 15 dicembre 1990    |
| 4971 Hoshinohiroba | 30 gennaio 1989     |
| 4975 Dohmoto       | 16 settembre 1990   |
| 5180 Ohno          | 6 aprile 1989       |
| 5192 Yabuki        | 4 febbraio 1991     |
| 5357 Sekiguchi     | 2 marzo 1992        |
| 5474 Gingasen      | 3 dicembre 1988     |
| 6246 Komurotoru    | 13 novembre 1990    |
| 6381 Toyama        | 21 febbraio 1988    |
| 7418 Akasegawa     | 11 marzo 1991       |
| 9602 Oya           | 31 ottobre 1991     |
| 9871 Jeon          | 28 febbraio 1992    |
| 29159 Asakawa      | 2 aprile 1989       |